# Antalya Atatürk Stadı
Das Antalya-Atatürk-Stadion (türkisch Antalya Atatürk Stadı) war ein Fußballstadion in der türkischen Stadt Antalya. Es war bis 2012 die Heimstätte des Fußballklubs Antalyaspor. Die Kapazität betrug 11.738 Sitzplätze. Im Mai 2008 wurde die U-17-Fußball-Europameisterschaft 2008 in Antalya ausgetragen. Das Antalya-Atatürk-Stadion war eines der drei Stadien, in denen Spiele stattfanden. Es wurde 2016 abgerissen, um auf dem Grundstück eine öffentliche Parkanlage zu errichten.